# KP Chemik Police

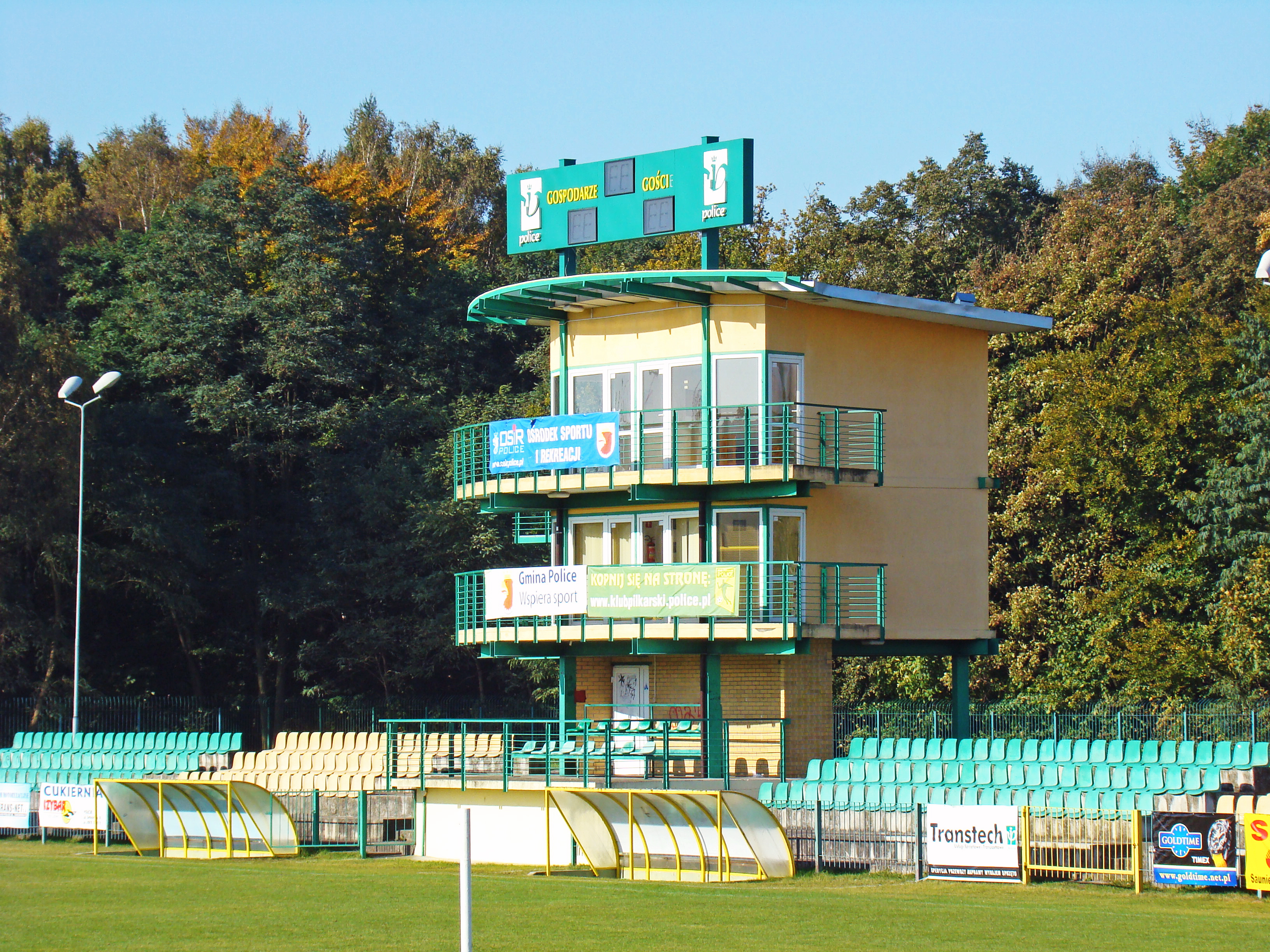
Cedule na stadionu

KP Chemik Police (celým názvem Klub Piłkarski Chemik Police) je polský fotbalový klub z města Police založený roku 1968. Domácím hřištěm je Stadion OSiR w Policach s kapacitou 1 020 míst. Klubové barvy jsou žlutá a zelená. Hraje v polské čtvrté lize, která se jmenuje III Liga.

## Názvy klubu
- 1968 – KS Chemik Police
- 1991 Polger Police
- 1993 MKS Chemik Police
- 1999 Pomerania Police
- 2001 KP Police
- 2008 KP Chemik Police

## Stadion
Stadion OSiR w Policach má kapacitu 2 795 míst (z toho 1 285 míst k sezení) a rozměry 110 m x 74 m.